# Giuseppe Orlandini
Giuseppe Orlandini (Florència, 1922) és un director de cinema italià.

## Biografia
Diplomat al Centro Sperimentale di Cinematografia, el 1953 va debutar com a director assistent de Renato Rascel a la pel·lícula La passeggiata. Actiu durant uns quinze anys a finals dels anys cinquanta i principis dels setanta, Giuseppe Orlandini sovint s'ha aventurat en la línia de la comèdia comercial d'estil italià, aconseguint sovint bons resultats a taquilla gràcies sobretot per l'elecció idònia dels actors i còmics adequats als guionistes sovint escrits per ell mateix; se'l recorda millor per haver estat un dels directors que va dirigir (juntament amb Giorgio Simonelli i Giovanni Grimaldi) al duo còmic Franco e Ciccio. El 1959 va dirigir el seu primer llargmetratge, Tutti innamorati, amb el que es va clausurar el Festival Internacional de Cinema de Sant Sebastià 1959.

## Filmografia
- Tutti innamorati (1959)
- Lo squadrista, episodi de Cronache del '22 (1962)
- La pupa (1963)
- La ragazzola (1965)
- I due vigili (1967)
- I due crociati (1968)
- Gli infermieri della mutua (1969)
- I due maggiolini più matti del mondo (1970)
- Il clan dei due Borsalini (1971)
- Continuavano a chiamarli... er più e er meno (1972)